# Processo di Francoforte

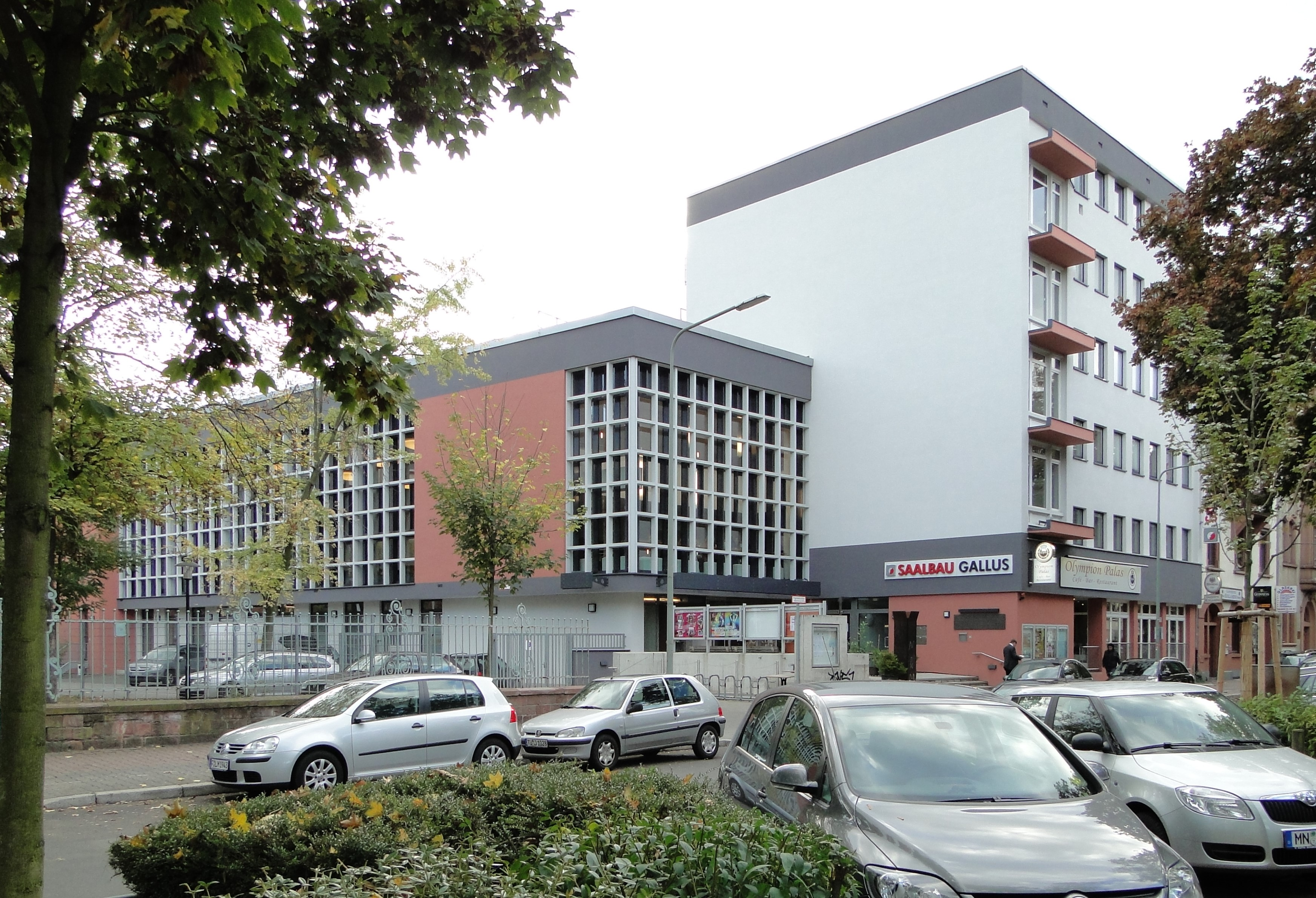
Sede del primo Processo di Francoforte

Il processo di Francoforte, o processo di Francoforte Auschwitz, noto anche come secondo processo di Auschwitz, è un processo tenutosi in Germania a Francoforte sul Meno fra il 1963 ed il 1965 nei confronti di 22 imputati accusati dei crimini commessi nel campo di concentramento di Auschwitz fra il 1940 ed il 1945. Il processo fu il primo che si tenne di fronte ad una corte tedesca per i crimini dell'Olocausto. Un ruolo fondamentale per la realizzazione di questo processo fu giocato dal giudice Fritz Bauer, al tempo procuratore distrettuale dell'Assia. In precedenza, nel 1947, si era tenuto a Cracovia, in Polonia un altro processo, noto come "Primo processo di Auschwitz", contro altri 40 responsabili e sorveglianti del campo di Auschwitz, fra cui Arthur Liebehenschel (comandante del campo dal dicembre 1943 a maggio 1944) e Maria Mandl.

## Storia
Il processo, avviato come "Procedimento penale contro Robert Mulka ed altri” (riferimento 4 Ks 2/63), ebbe inizio il 20 dicembre 1963 e terminò il 19 agosto 1965. Le sessioni iniziali del processo si tennero presso la sala consigliare del municipio di Francoforte, ma poi, nell'aprile 1964 la sede venne spostata presso un edificio chiamato Bürgerhaus Gallus, adibito per l'occasione a palazzo di Giustizia. La corte era costituita da tre giudici e sei giurati e presieduta dal giudice Hans Hofmeyer, mentre il procuratore Bauer sostenne la pubblica accusa.
Il processo, inizialmente avviato contro 22 imputati, si svolse poi contro 20, infatti nei confronti di due di essi, Gerhard Neubert e Heinrich Bischoff il giudizio venne sospeso in quanto gravemente ammalati. Di questi Bischoff morì nel 1964 durante lo svolgimento del processo, mentre Neubert venne processato successivamente nel cosiddetto Secondo processo di Francoforte, (14 dicembre 1965 - 16 settembre 1966) e condannato a tre anni e mezzo di carcere. Da notare che del gruppo iniziale degli imputati faceva parte anche Richard Baer, l'ultimo comandante del campo di Auschwitz, che era stato catturato nel 1960. Baer non andò a giudizio, in quanto morì il 17 giugno 1963 durante la detenzione prima del processo.
Dei 20 imputati rinviati a giudizio, 6 furono condannati all'ergastolo (Stefan Baretzki, Emil Bednarek, Wilhelm Boger, Franz Hofmann, Oswald Kaduk e Josef Klehr), uno, Hans Stark, minorenne al tempo dei fatti contestati, fu condannato a 10 anni di detenzione (il massimo per un minorenne), 10 furono condannati a pene detentive fra i 3,5 e i 14 anni (Pery Broad, Victor Capesius, Klaus Dylewski, Willi Frank, Emil Hantl, Karl Höcker, Franz Lucas, Robert Mulka, Herbert Scherpe e Bruno Schlage), e 3 furono prosciolti (Arthur Breitwieser, Willi Schatz e Johann Schoberth). Negli anni successivi, approfittando di condoni e sconti di pena, la maggior parte degli accusati non scontò mai pienamente la pena inflitta.
Il processo di Francoforte ebbe una grande importanza sia dal punto di vista storico/sociale che da quello legale. Infatti si trattò del primo processo celebrato in Germania di fronte ad una corte di giustizia tedesca per i crimini nazisti nei confronti degli ebrei e delle altre popolazioni perseguitate. Esso costituì un punto di rottura di una certa inerzia della giustizia tedesca nel perseguire e punire i crimini commessi dai nazisti e aprì un periodo nuovo nella sensibilizzazione della magistratura tedesca e nell'opinione pubblica nei confronti dei crimini del nazismo e della Shoah. Occorre anche considerare che erano passati circa 20 anni da quando i fatti erano accaduti, la Germania attraversava un periodo di grande espansione economica e in quel periodo si stava confrontando con un evento traumatico quale il Muro di Berlino. Pertanto era molto forte nell'opinione pubblica tedesca la tentazione di dimenticare il passato concentrandosi sul presente e sul futuro.
Dal punto di vista legale questo processo, diversamente da quelli di Norimberga e del primo processo di Auschwitz svoltosi in Polonia, che si erano svolti secondo le leggi internazionali sui crimini di guerra, si svolse secondo le leggi della Repubblica Federale di Germania, il che rese più complicato condannare alcuni accusati che potevano essere accusati solo di fatti specifici, commessi singolarmente. Questa impostazione fu sostenuta con forza dal giudice Hofmeyer, tanto che il processo fu ufficialmente intestato "Processo contro Mulka ed altri" e non già come "Processo di Auschwitz". Egli era infatti convinto che queste forme di mega-processo fossero poco gestibili e violassero il diritto degli accusati e avrebbe preferito che si svolgessero processi per singolo imputato. Su questo tuttavia egli si scontrò con Bauer che non cedette.
Un altro elemento importante fu che Bauer, che era anche il procuratore capo dell'Assia, investì grandi sforzi nello scoprire documenti e testimonianze relativi al sistema di annientamento utilizzato ed alla struttura del campi, ma nello stesso tempo non ottenne la stessa efficacia nel portare le singole persone a giudizio e nel contestare loro fatti oggettivi specifici.
Il risultato di quanto sopra fu che le condanne inflitte nel processo di Francoforte furono di entità molto minore rispetto a quelle del precedente processo di Norimberga e al primo processo di Auschwitz, dove su 40 imputati ne vennero condannati 39, di cui 21 condanne a morte e 8 ergastoli. Lo stesso Bauer ebbe modo di dichiararsi insoddisfatto dell'esito del processo.

## Resoconto delle sentenze
| Imputato              | Rango, ruolo o titolo                              | Sentenza              |
| --------------------- | -------------------------------------------------- | --------------------- |
| Josef Klehr           | Responsabile medico                                | Ergastolo più 15 anni |
| Stefan Baretzki       | Capo-Block                                         | Ergastolo più 8 anni  |
| Wilhelm Boger         | Maresciallo Maggiore (SS-Hauptscharführer)         | Ergastolo più 5 anni  |
| Emil Bednarek         | Kapo                                               | Ergastolo             |
| Franz-Johann Hofmann  | Responsabiole del servizio di protezione del campo | Ergastolo             |
| Oswald Kaduk          | Sottufficiale SS (Rapportführer)                   | Ergastolo             |
| Robert Mulka          | vicedirettore del campo                            | 14 anni               |
| Hans Stark            | Untersturmführer                                   | 10 anni               |
| Victor Capesius       | Sturmbannführer e farmacista                       | 9 anni                |
| Willi Frank           | Responsabile della sezione dentistica delle SS     | 7 anni                |
| Karl-Friedrich Höcker | aiutante di campo                                  | 7 anni                |
| Bruno Schlage         | Comandante superiore di squadra (Oberscharführer)  | 6 anni                |
| Klaus Dylewski        | Membro della Gestapo                               | 5 anni                |
| Herbert Scherpe       | Comandante superiore di squadra (Oberscharführer)  | 4 anni e 6 mesi       |
| Perry Broad           | Sergente, traduttore e stenografo                  | 4 anni                |
| Emil Hantl            | Responsabile medico (Sanitätsdienstgrad)           | 3 anni e 6 mesi       |
| Franz Lucas           | Obersturmführer                                    | 3 anni e 3 mesi       |
| Willi Schatz          | Dentista delle SS                                  | Assolto e rilasciato  |
| Johann Schobert       | Divisione politica                                 | Assolto e rilasciato  |
| Wilhelm Breitwieser   | Responsabile uniformi (Häftlingsbekleidungskammer) | Rilasciato            |
| Gerhard Neubert       | HKB Monovitz                                       | Rilasciato            |
| Hans Nierzwicki       | HKB Auschwitz 1                                    | Rilasciato            |

## Processi successivi
Negli anni successivi si tennero a Francoforte due ulteriori processi nei confronti di altri responsabili di Auschwitz:
- il secondo processo di Francoforte archiviato come “Processo contro Burger ed altri, 4 Ks 3/63”, si svolse dal dicembre 1965 al settembre del 1966. In esso vennero giudicati e condannati: Wilhelm Burger (8 anni di detenzione), Josef Erber (ergastolo) ed il già citato Gerhard Neubert (3,5 anni di detenzione);[10]
- il terzo processo di Francoforte, si svolse dal 30 agosto 1967 al 14 giugno 1968. In esso vennero giudicati e condannati all'ergastolo due Kapo del campo di lavoro di Monowitz: Bernhard Bonitz e Josef Windeck.[11]

## Rielaborazione
Ne L'istruttoria, il drammaturgo tedesco Peter Weiss utilizza i verbali del processo quale base della sua famosa opera teatrale.